# Thalassa (måne)
Thalassa er en af planeten Neptuns måner: Den blev opdaget den 18. september 1989 ud fra billeder fra rumsonden Voyager 2, og fik lige efter opdagelsen den midlertidige betegnelse S/1989 N 5. Senere har den Internationale Astronomiske Union vedtaget at opkalde den efter Thalassa, datter af Aither og Hemera fra den græske mytologi. Thalassa kendes også under betegnelsen Neptun IV (IV er romertallet for 4).
Thalassa er en irregulær ("kartoffelformet") lille klode, hvis overflade ikke viser nogen tegn på geologisk aktivitet i månens indre. Den kredser så tæt på Neptun, at den fuldfører et helt omløb om Neptun hurtigere end Neptun når at dreje én gang om sig selv; konsekvensen af dette er at tidevandskræfterne langsomt vil tvinge Thalassa til at kredse gradvis tættere og tættere på Neptun. Engang i fremtiden vil den enten falde ned i Neptuns atmosfære, eller sønderdeles til småpartikler der danner en ny planetring omkring Neptun.